# Diamond Princess
Diamond Princess  este o navă de croazieră, deținută și utilizată de Princess Cruises. Nava a fost lansată în 2004 și are curse în principal în Alaska vara și în Asia iarna. Nava sa soră este Sapphire Princess. Ambele nave au fost construite în Japonia la șantierele navale Mitsubishi Heavy Industries.  
În 2020, nava a plecat într-un voiaj regulat pe 20 ianuarie și s-a întors pe 3 februarie la Yokohama. Printre pasageri s-a numărat un cetățean din China, care a fost detectat cu coronavirus SARS-CoV-2. A coborât pe 25 ianuarie în Hong Kong. După testarea medicală a analizelor pasagerilor care au fost în contact strâns cu pacientul, au fost identificate zece, apoi alte zece persoane infectate, toate au fost spitalizate. Printre primii zece infectați se numără cetățeni din Japonia, China, SUA, Australia și Filipine.
În ultimul incident, nava a fost pusă în carantină timp de aproape o lună cu pasagerii ei la bord, iar pasagerii și echipajul ei au fost supuși carantinei ulterioare după debarcare. Cel puțin 696 din cei 3.711 pasageri și echipaj au fost infectați și șapte au murit.

## Legături externe
- Diamond Princess – Princess Cruises